# Le Locle (huyện)
Huyện Le Locle là huyện cũ thuộc bang Neuchâtel, Thụy Sĩ. Thủ phủ là thị xã Le Locle. Huyện giải thể năm 2018.
Huyện này bao gồm các đô thị sau:
| Đô thị               | Population (31 Dec 2007) | Diện tích, km² |
| -------------------- | ------------------------ | -------------- |
| Brot-Plamboz         | 265                      | 10,18          |
| La Brévine           | 692                      | 41.82          |
| Les Brenets          | 1104                     | 11,53          |
| Le Cerneux-Péquignot | 330                      | 15.67          |
| La Chaux-du-Milieu   | 437                      | 17.28          |
| Le Locle             | 10,240                   | 23.14          |
| Les Ponts-de-Martel  | 1277                     | 18.23          |
| Total                | 14,345                   | 137.85         |